# Amiota subtusradiata
Amiota subtusradiata – gatunek muchówki z rodziny wywilżnowatych i podrodziny Steganinae.
Gatunek ten opisany został w 1934 roku przez Oswalda Dudę.
Muchówka o ciele długości od 3,5 do 4 mm. Głowę jej charakteryzuje słabo rozwinięta listewka twarzowa. Arista czułka ma wierzch i spód pierzasto owłosione, przy czym na spodzie owłosienie układa się w 3–4 rzędach. Tułów ma śródplecze czarne z lustrzanym połyskiem oraz duże, białe plamy na guzach barkowych i szwach między mezopleurami a pteropleurami. Skrzydła cechują się żyłką subkostalną bez sierpowatego zakrzywienia za żyłką barkową oraz tylną komórką bazalną odseparowaną od komórki dyskoidalnej. Odnóża wyróżnia ubarwienie ud i większej części goleni czarne lub czarniawobrązowe. Odwłok ma kolor błyszcząco czarny.
Owad znany z Francji, Finlandii, Polski, Czech, Słowacji, Węgier, Rumunii, europejskiej części Rosji i wschodniej Palearktyki aż Kraj Nadmorski i Przyamurze. Zasiedla wilgotne lasy liściaste.